# Cascadura (bairro do Rio de Janeiro)
Cascadura é um bairro da Zona Norte do município do Rio de Janeiro. É cortado pelos ramais ferroviários de Japeri e Santa Cruz, além de ser o bairro onde termina a Avenida Dom Hélder Câmara (antiga Avenida Suburbana).
Seu IDH, no ano 2000, era de 0,833, o 65º melhor do município do Rio de Janeiro.

## História

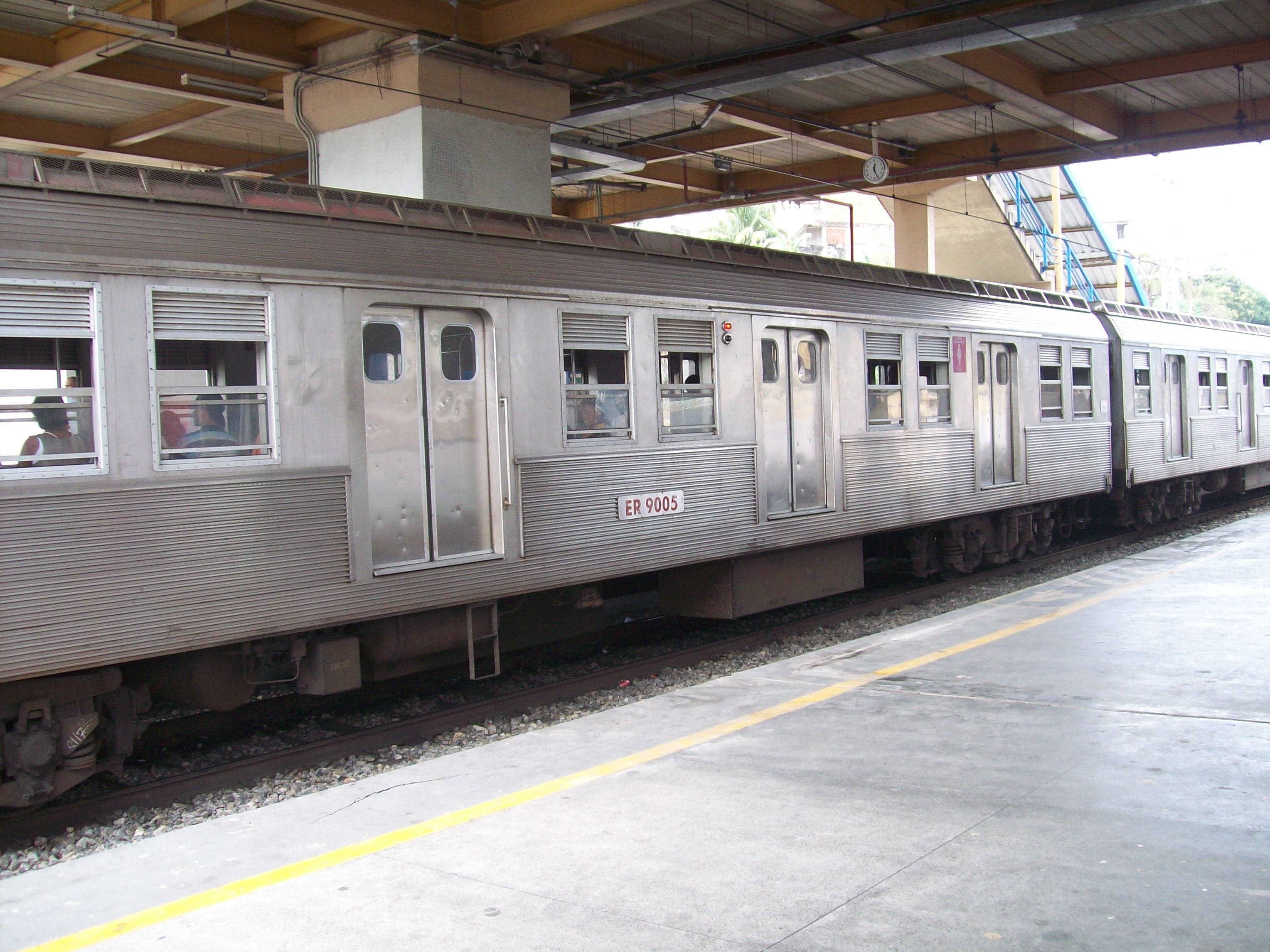
Trem urbano operado pela SuperVia na Estação de Cascadura.

Sua principal característica é a facilidade no transporte. Além do trem, dezenas de linhas de ônibus partem do bairro ou o cortam.   
O comércio, sempre agitado, é uma marca de Cascadura. Entrelaçando-se através de muitas ruas com bairros vizinhos, Cascadura tem limites com o bairro de Madureira, e além deste, também faz divisa com Campinho, Quintino Bocaiuva, Praça Seca, Cavalcante e Engenheiro Leal.
Maria Graham, em 1824, publicou em Londres um livro com o título "Diário de uma viagem ao Brasil"  no qual relata um passeio a fazenda Santa Cruz e faz referência ao local de "Casca d’Ouro", próximo ao Campinho. Alguns estudiosos dão versão para origem do bairro, dizem que o povo passara a expressão Casca d’Ouro para Cascadura.
Entretanto, o jornalista e historiador Max Vasconcellos, em seu trabalho "Vias Brasileiras de Comunicação", atribui o nome do bairro ao fato de que por ocasião dos trabalhos de abertura da estrada de ferro os operários tiveram grande dificuldades de remover com picaretas a pedreira (cascadura) próxima da estação de trem. No entanto uma outra versão é dada por antigos moradores, sendo o nome uma referência ao antigo Barão Tereré (Região de Minas Gerais), que fazendo uma visita à Fazenda, por sua natureza arrogante despertou repúdio dos moradores locais, os quais lhe atribuíram a designação de Casca Grossa, mais tarde sendo modificado para Cascadura. No entanto, todas essas possíveis origens para o nome do bairro não passam de mera especulação, pois a grande verdade é que nunca saberemos ao certo a verdadeira origem.
A Avenida Ernâni Cardoso (antiga Rua do Campinho) era a principal rua do bairro, por ela se fazendo a entrada do local. Antigamente, existiam algumas fazendas no atual bairro de Cascadura, como a Fazenda do Campinho e a Fazenda do Ferraz – de maior importância.
Pela Rua Ernâni Cardoso, sem calçamento, passavam carros de bois, levando cargas e lenhas – combustível imprescindível às cozinhas. Comerciantes traziam produtos hortigranjeiros e outras mercadorias em suas carroças ou lombos de burros. A figura dos mascates – vendedores ambulantes - com peças de fazenda, perfumaria e outras novidades era a mais atraente.
Desenvolvendo-se o bairro, chegaram as escolas. Na Rua Ernâni Cardoso é construído o colégio Primeiro de Julho (onde hoje está a Light) e duas escolas públicas: uma feminina (onde atualmente se encontra a Igreja Metodista) e outra masculina na esquina da Rua Ernâni Cardoso com a Rua Mendes Aguiar, rua quase em frente ao atual Clube dos Sargentos e Suboficiais.
A maior atividade para a comunidade da época eram as festas religiosas, quermesses, banda de música e procissões promovidas pelas igrejas Nossa Senhora do Amparo e Nossa Senhora da Conceição.
Em 1858, a Estrada de Ferro Central do Brasil inaugurou o primeiro trecho da Linha Férrea Suburbana até Cascadura, pouco mais de 15 km da estação Dom Pedro II (Central do Brasil) e era em Cascadura que funcionava o entreposto de cargas dos trens vindos de São Paulo.
A chegada do trem deu grande impulso a Cascadura e a linha de bondes, inicialmente puxados por burros, e posteriormente - em 1928 – substituída pela energia elétrica da Light. Os bondes que partiam de Cascadura também chegavam até Cascadura, ou seja, eram pontos de saída e pontos de chegada dos bondes.
O primeiro Hospital de Tísicos do Brasil é o Hospital Nossa Senhora das Dores, que foi construído em 1914, em estilo suíço, com seis pavilhões que até 1965, permaneceu voltado somente para os doentes de tuberculose. Como foi dito anteriormente, este hospital foi o primeiro do Brasil no atendimento aos tuberculosos e inclusive na medicina preventiva da doença. Ainda funciona neste local o primeiro elevador de carga do Estado do Rio de Janeiro,e hoje permanece além do marco histórico, como reserva ecológica de Cascadura, com muitas árvores frutíferas.
Cascadura no passado foi o principal comércio do subúrbio do Rio de Janeiro, tanto que o primeiro supermercado do Brasil foi inaugurado no bairro, prédio este que hoje funciona o Supermercados Vianense na Praça Nossa Senhora do Amparo.
A Associação Comercial de Cascadura (ACEIC-NORTE) foi inaugurada em 08 de março de 1958, 100 anos depois da inauguração da sua estação de trens e 150 anos depois da chegada da família Real ao Brasil, em prédio próprio na cobertura do edifício situado na Rua Iguapé n.10. Curiosamente no local deste prédio, no passado, mais precisamente na época do Império, ali funcionava a hospedagem dos viajantes no Caminho Imperial.
Esse não é um dos pontos fortes do bairro. Existe um cinema no bairro (que exibe filmes pornôs), mas o destaque mesmo fica por conta da G.R.E.S.Arrastão de Cascadura. As opções de lazer do bairro são o Parque Orlando Leite, com duas quadras (1 de futsal e 1 multiuso), campo de futebol soçaite, brinquedos para crianças e uma ampla área verde, e a Praça Nossa Senhora do Amparo, local para bater um papo e jogar cartas.
O bairro contava ainda com a presença de um tradicional terreiro de candomblé nação jeje, chamado Kwe Cejá Demi. Fundado na década de 70 por Maria de Iansã, o terreiro funcionava à rua Bauru 215, mas teve suas atividades encerradas com o falecimento da ialorixá, em Agosto de 2015.
O bairro é bem servido de transporte coletivo, sendo considerado um de seu pontos fortes. Diversas linhas de ônibus passam ou fazem ponto final no bairro. Além disso, o trem é um outro meio de transporte existente no bairro. Sua estação é considerada uma das mais importantes da malha ferroviária, sendo inaugurada em 29/03/1858.
Principais vias:
• Avenida Dom Hélder Câmara : Conhecida como antiga Avenida Suburbana, tem seu início no bairro, ligando  Cascadura e  Madureira até  Benfica;
• Viaduto de Cascadura : liga uma parte do bairro ao outro. Tem início no final da Avenida Ernani Cardoso e término na Avenida Dom Hélder Câmara;
• Rua Carolina Machado : tem o seu término do bairro;
• Rua Cerqueira Daltro : começa na Praça Nossa Senhora do Amparo e termina  em  Cavalcante;
• Rua Sidônio Paes : começa na divisa com Engenheiro Leal e termina na Avenida Dom Hélder Câmara;
• Rua do Amparo : liga o bairro até  Cavalcante;
•  Rua Nerval de Gouveia : liga o bairro até  Quintino Bocaiúva;
• Rua Goiás : liga o bairro até  Encantado;
• Avenida Ernani Cardoso : serve de ligação do bairro até  Campinho, tendo seu término na Praça José de Sousa Marques;
• Rua Padre Telêmaco : começa na Avenida Ernani Cardoso e tem o seu término na Rua Clarimundo de Melo;
• Rua Clarimundo de Melo : tem começo no bairro e serve de ligação a  Engenho de Dentro;
• Rua Miguel Rangel : é onde se localiza o ponto final de onibus da Transportes Flores no bairro, liga o bairro a  Madureira;
• Rua Souto : liga a Rua Clarimundo de Melo a Rua Nerval de Gouveia;
• Praça Nossa Senhora do Amparo : a principal do bairro, serve de ponto final para várias linhas de ônibus;
• Praça José de Sousa Marques : uma das principais do bairro, serve de terminal para vârias linhas de ônibus para Zona Oeste e Baixada Fluminense;
• Praça Três Lagoas : se localiza na divisa com  Madureira;